# Schrotturm Federaun

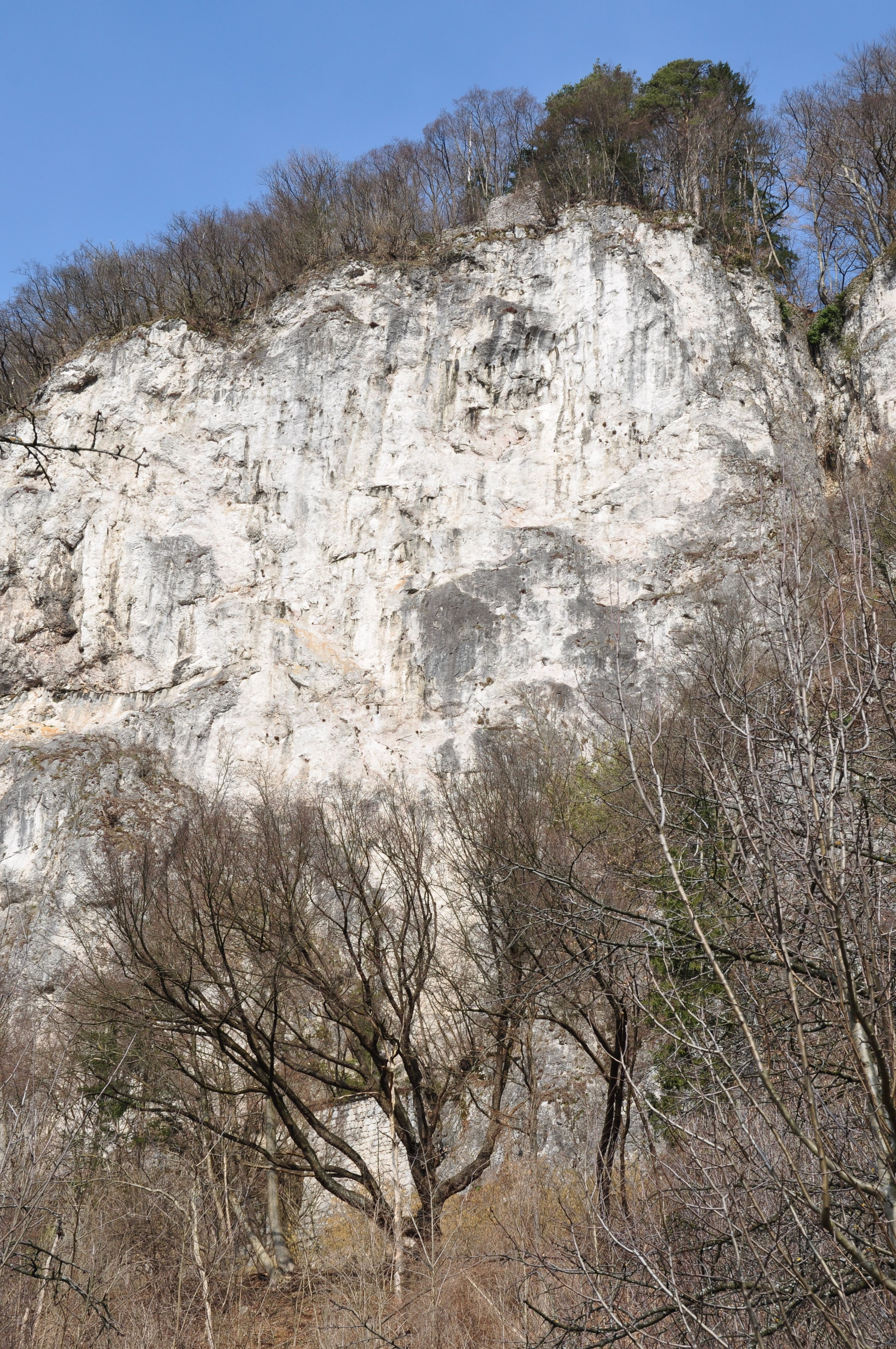
Schrotturm Federaun: Die Reste der Anlage an Kopf und Fuß der Felswand

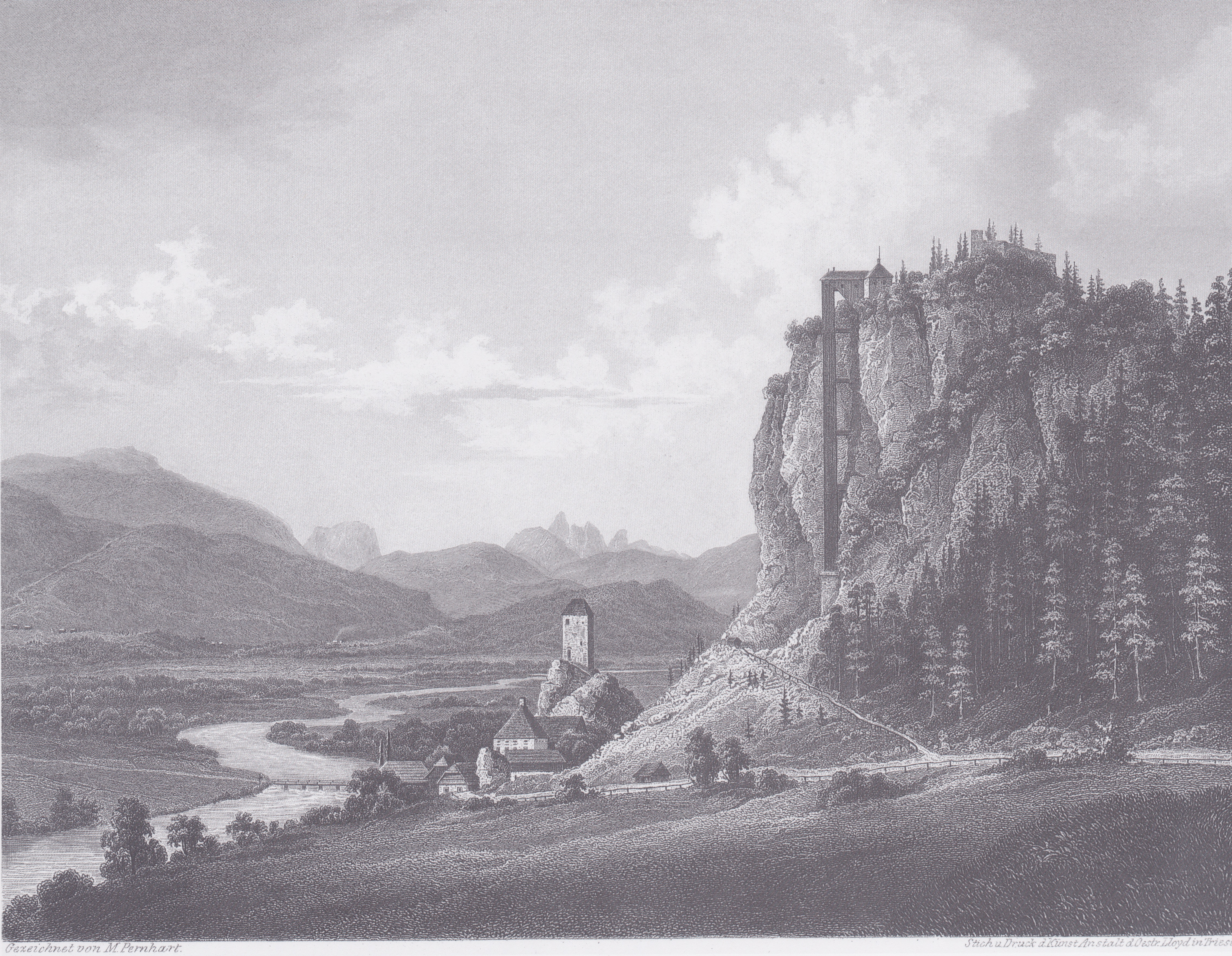
Ansicht Federaun mit dem Schrotturm von Markus Pernhart (1863)

Der Schrotturm Federaun war ein Schrotturm im heutigen Villacher Ortsteil Federaun.
Der Schrotturm wurde 1824 von einer Firma Moritsch errichtet, wobei die natürlichen Gegebenheiten ausgenützt wurden, indem der Turm erkerförmig an einen Felsabbruch der Dobratschsüdwand (Graschelitzen) gebaut wurde. 1870 erwarb ihn die Bleiberger Bergwerks Union, die die Anlage durch den Einbau einer neuen Sortieranlage modernisierte und dort 1875 fünf Personen beschäftigte. 1887 wurde er stillgelegt.
Heute sind nur noch Mauerreste an Kopf und Fuß der Felswand sichtbar, die denkmalgeschützt (Listeneintrag) sind.
Es bestehen zeitgenössische Ansichten von Markus Pernhart (1863) und Josef Willroider (1879).